# 駱駝戳花介
駱駝戳花介（学名：Stigmatoeythere dorsinoda）为粗面介科戳花介屬下的一个种。